# Jemadia hospita
Espèce
Jemadia hospita est une espèce de lépidoptères de la famille des Hesperiidae, de la sous-famille des Pyrginae et de la tribu des Pyrrhopygini.

## Dénomination
Jemadia hospita a été nommé par Arthur Gardiner Butler en 1877 sous le nom initial de Pyrrhopyga hospita.

### Nom vernaculaire
Jemadia hospita se nomme Hospita Skipper en anglais,.

### Sous-espèces
- Jemadia hospita hospita; présent dans le sud de la Colombie, en Équateur, en Bolivie au Pérou et au Surinam
- Jemadia hospita hephaestos (Plötz, 1879); présent au Surinam
- Jemadia hospita imitator (Mabille, 1891); présent en Colombie[1],[3].

## Description
Jemadia hospita est un papillon d'une envergure d'environ 35 mm, au corps trapu, au thorax rayé noir et bleu clair en long et à l'abdomen rayé en cercle. 
Les ailes sont de couleur bleu ardoise foncé rayées de bandes blanches et bleu plus clair.
Le revers est semblable.

## Écologie et distribution
Jemadia hospita est présent en Colombie, en Bolivie, en Équateur, au Pérou, au Brésil et au Surinam,,.

### Protection
Pas de statut de protection particulier.